# Mount Britannia
Mount Britannia ist ein 1160 m hoher Berg und damit die höchste Erhebung auf der Rongé-Insel vor der Danco-Küste des westantarktischen Grahamlands.
Teilnehmer der Belgica-Expedition (1897–1899) unter der Leitung des belgischen Polarforschers Adrien de Gerlache de Gomery kartierten ihn erstmals. Das UK Antarctic Place-Names Committee benannte ihn 1960 nach der HMY Britannia, mit der Philip, Duke of Edinburgh im Januar 1957 Südgeorgien, die Südlichen Shetlandinseln und das Grahamland besuchte.